# Рецептор интерлейкина 21

Рецептор интерлейкина 21 — цитокиновый рецептор 1-го типа. Продукт гена человека IL21R. Образуемый им гетеродимер с гамма-рецептором интерлейкина 2 (т.н. общая гамма-цепь) является рецептором для интерлейкина 21.

## Функции
Цитокиновые рецепторы 1-го типа являются рецепторами для гемопоэтических факторов роста и для многих цитокинов, таких как интерлейкин 2 (а также 4, 7, 9, 15 и 21). Часть этих рецепторов образует функциональные гомодимеры, другая часть — гетеродимеры с т. н. общей гамма-цепью (IL2RG). IL21R с гамма-рецептором интерлейкина 2 служит гетеродимерным рецептором интерлейкина 21.

## Структура
Белок состоит из 538 аминокислот (после созревания и отщепления сигнального пептида — 519), молекулярная масса — 59,1 кДа. Зрелый гликозилированный белок имеют молекулярную массу 80-100 кДа. N-концевой внеклеточный домен содержит 2 фибронектиновых домена 2-го типа, WSXWS мотив, от 1 до 5 участков N-гликозилирования и 1 участок C-гликозилирования. WSXWS мотив необходим для правильного свёртывания белка и, соответственно, его внутриклеточной транспортировки и связывания с цитокином. Кроме этого, триптофан-214 в WSXWS мотиве является участком маннозилирования, что необходимо для сближения двух фибронектиновых доменов. Цитозольный фрагмент содержит Box 1 мотив, который участвует во взаимодействии с JAK1.

## Взаимодействия
Взаимодействует с JAK1.

## Тканевая специфичность
Экспрессирован в лимфоидных тканях, наивысший уровень наблюдается в вилочковой железе и селезёнке. Находится на поверхности NK-, T- и B-клеток. 